# Nationaal park Betung Kerihun
Nationaal park Betung Kerihun is een nationaal park in Indonesië. Het ligt nabij de grens met Maleisië in de provincie West-Kalimantan op het eiland Borneo. Het is 8000 km² groot en het vormt een belangrijk leefgebied voor mensapen zoals de Borneose orang-oetan (Pongo pygmaeus) en de Borneogibbon (Hylobates muelleri).
De bedoeling is dat dit park met de aangrenzende en in Maleisië gelegen natuurgebieden Lanjak Entimau Reservaatgebied en Nationaal Park Batang Ai een Werelderfgoedgebied met de naam "Transborder Rainforest Heritage of Borneo" zal vormen.
Door onder andere illegale houtkap kampt de totstandkoming van dit project met problemen.